# Pensacola cyaneochirus
Pensacola cyaneochirus är en spindelart som beskrevs av Simon 1902. Pensacola cyaneochirus ingår i släktet Pensacola och familjen hoppspindlar. Inga underarter finns listade i Catalogue of Life.